# Liste der Arbeitslager in Hainan
Umerziehung durch Arbeit ist ein System von Arbeitslagern der Volksrepublik China. Diese Liste führt solche Arbeitslager in der Provinz Hainan auf.
| Name                                          | Stadt/Kreis/Distrikt | Gründungsjahr | Bemerkungen                                                                                   |
| --------------------------------------------- | -------------------- | ------------- | --------------------------------------------------------------------------------------------- |
| Umerziehung durch Arbeit Nr. 1 Provinz Hainan | Distrikt Qiongshan   |               | unbestätigte Information                                                                      |
| Umerziehung durch Arbeit Nr. 2 Provinz Hainan | Haikou               | 1989          | Auch Drogentherapiezentrum der Frauen Provinz Hainan genannt, unbestätigte Information        |
| Umerziehung durch Arbeit Nr. 3 Provinz Hainan | Sanya                |               | Auch Drogentherapie-Umerziehung durch Arbeit Provinz Hainan genannt, unbestätigte Information |

## Quelle
- Laogai Handbook (2007–2008). (PDF; 3,5 MB) The Laogai Research Foundation, 2008, abgerufen am 10. Januar 2011.